# Ferdinand Barbedienne
Ferdinand Barbedienne, född 1810 och död 1892, var en fransk konstidustriidkare.
Tillsammans med Achille Collas grundade Barbedienne i Paris en fabrik, där han i brons i förminskad skala, genom matematisk reduktion, reproducerade kända skulpturer och tillverkade andra lyx- och bruksföremål.